# Kunějovice
Kunějovice (en allemand : Kuniowitz) est une commune du district de Plzeň-Nord, dans la région de Plzeň, en République tchèque. Sa population s'élevait à 185 habitants en 2022.

## Géographie
Kunějovice se trouve à 17 km au nord-ouest du centre de Plzeň et à 90 km à l'ouest-sud-ouest de Prague.
La commune est limitée par Zahrádka au nord, par Nekmíř à l'est et par Všeruby au sud et à l'ouest.

## Histoire
La première mention écrite de la localité date de 1269.

## Transports
Par la route, Kunějovice se trouve à 17 km de Třemošná, à 20 km de Plzeň et à 113 km de Prague. 